# Швейцарсько-югославські відносини
Відносини між Швейцарією та Югославією (нім. Beziehungen Schweiz–Jugoslawien; фр. relations entre la Suisse et la Yougoslavie; 
італ. relazioni tra Svizzera e Jugoslavia; серб. односи Швајцарска-Југославија; хорв. odnosi Švicarske i Jugoslavije; словен. odnosi med Švico in Jugoslavijo; мак. односите Швајцарија-Југославија) — історичні двосторонні відносини між Швейцарією та колишньою Югославією (як Королівством Югославія у 1918—1941 роках, так і комуністичною Югославією в 1945—1992 роках).

## Історія
Швейцарія встановила дипломатичні відносини з Югославією у 1919 році. 1940 року в Белграді відкрилася швейцарська дипмісія, яку в 1957 році підвищили до рівня посольства.

## Економічна співпраця
У проміжку з 1928 до початку 1960-х років торгівля між двома країнами являла собою типовий приклад торгівлі між розвиненою країною (Швейцарія) та країною, що розвивається (Югославія), де Югославія експортувала свої природні ресурси, водночас імпортуючи промислову продукцію та обладнання. У 1972 році Югославія була 24-м партнером Швейцарії з імпорту та 18-м партнером з експорту, тоді як Швейцарія була 9-м партнером Югославії з імпорту та 14-м партнером з експорту. 1960 року 71% югославського експорту до Швейцарії становили природні ресурси, тоді як у 1970 році цей показник становив 51%, а в 1975 році він знизився до 37% від загального обсягу експорту.